# 桑格测序
双脱氧链终止法（英語：dideoxyribonucleotide ［簡稱 dideoxy］ chain-termination method），又称桑格法（英語：Sanger method），为一种常用的核酸测序技术，用于DNA分析，由英国生物化学家弗雷德里克·桑格于1977年发明。双脱氧链终止法与化学降解法以及其衍生方法统称为第一代DNA测序技术，为人类基因组计划所使用主要测序方法。

## 原理
双脱氧链终止法采用DNA复制原理。
Sanger測序反應體系中包括目標DNA片段、脫氧三磷酸核苷酸（dNTP）、雙脫氧三磷酸核苷酸（ddNTP）、測序引物及DNA聚合酶等。
測序反應的核心就是其使用的ddNTP：由於缺少3'-OH基團，不具有與另一個dNTP連接形成磷酸二酯鍵的能力，這些ddNTP可用來中止DNA鏈的延伸。此外，這些ddNTP上連接有放射性同位素或荧光標記基團，因此可以被自動化的儀器或凝膠成像系統所檢測到。

## 測序反應過程
早期基於Sanger法的測序設置了四個平行的測序反應，每一個反應中分別包括目標片段、DNA聚合酶、測序引物、四種dNTP和一種特定類型荧光（或放射性同位素）標記的ddNTP（即不同的反應中分別為ddATP、ddGTP、ddCTP及ddTTP）。
通过這樣的配置，在不同的反應中DNA鏈將會分別在A、G、C及T位中止，並形成不同長度的DNA片段。這些片段隨後可被凝膠電泳分開並顯示出來。变性丙烯酰胺电泳有四个泳道，每个泳道对应一种碱基。电泳结束后通过放射自显影或紫外显影可读出X光片或凝胶影像。图像中的每一个暗带表示一个双脱氧核苷酸（ddATP，ddGTP，ddCTP，ddTTP）掺入后链终止的DNA片段的结果。四个泳道之间的不同暗带的相对位置可以用来读取（从底部到顶部）DNA序列，從而得到該目標片斷的鹼基排列順序。如圖A所示，該DNA片段的序列順序為ATGCTTCGGAT。
隨著Sanger測序技術的發展，ddNTP的標記技術有了很大的提高。不同種類的ddNTP可以被不同荧光基團所標記，而這些荧光基團具有相同的激發波長和不同的發射波長，因而在光學上表現為不同的顏色。因此，測序反應可以在一個體系中進行，滿足了業界對測序速度、自動化及通量不斷提高的要求。如圖B所示，原本四個不同的測序反應被單一測序反應所取代。

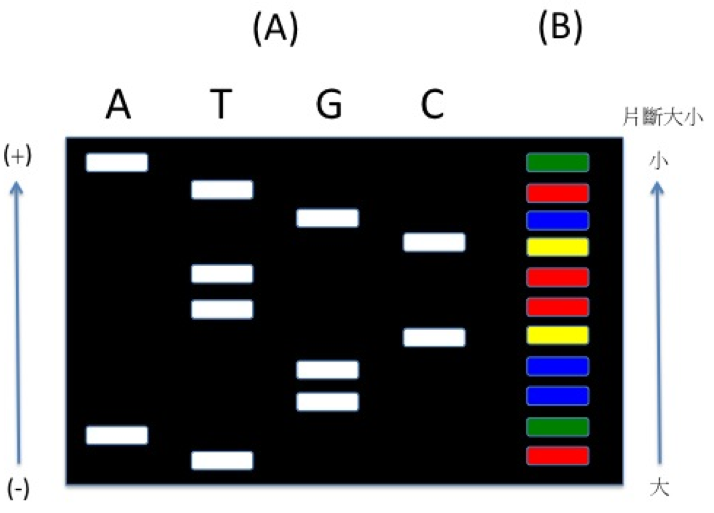
Sanger測序法電泳結果示例

## 自動化測序儀
桑格法操作简便，因此被广泛使用，在其基础上衍生出荧光自动测序技术等。基于荧光标记和双脱氧链终止法的荧光自动测序仪被广泛使用，用于人类基因组计划等项目。
基於毛細管電泳技術，Sanger測序現在已經可以在高度自動化的測序儀中進行，商用的產品包括Life Technologies的3130xL、3730xL、3500Dx与3500Dx xL測序儀及Beckman的GeXP遺傳分析系統等。這類系統最長可測定600-1000bp的DNA片段，且對重復序列和多聚序列的處理較好，序列準確性高。但是，這類測序儀在24h內可測定的DNA分子數一般不超過10,000個，通量較低，每鹼基測序成本較高，不適合大規模平行測序。其中ABI的3500Dx系列最近获得美国FDA、欧盟与中国SFDA批准，成为第一台进入临床使用的基因测序仪。